# Aéroport international de Perm
L'aéroport international de Perm, (en russe Международный аэропорт Пермь) (code IATA : PEE • code OACI : USPP) est un aéroport domestique et international desservant la ville de Perm, ville de Russie et capitale administrative du kraï de Perm. Il a accueilli environ 1,32 million de passagers en 2014.

## Situation

### Carte des aéroports russes
| \| 50 km1:1 791 000 \| Koursk Abakan Anapa Pskov Arkhangelsk Astrakhan Barnaoul Belgorod Blagoveshchensk Bratsk Grozny Guelendjik Iakoutsk Iékaterinbourg Ijevsk Ioujno-Sakhalinsk Irkoutsk Kaliningrad Kazan Kemerovo Khabarovsk Khanty-Mansiïsk Krasnodar Krasnoïarsk Magadan Magnitogorsk Makhachkala Mineralnye Vody Mirny Moscou · SVO Moscou · DME Moscou-VKO Mourmansk Narian-Mar Nijnekamsk Nijnevartovsk Nijni Novgorod Noïabrsk Alykel Novokouznetsk Novossibirsk Novy Ourengoï Omsk Orenbourg Oufa Oulan-Oude Oulianovsk Perm Petropavlovsk-Kamtchatski Rostov · sur-le-Don Sabetta Saint-Pétersbourg Salekhard Samara Saratov Simferopol Sotchi Sourgout Stavropol Kyzyl Syktyvkar Tcheliabinsk Tchita Tioumen Tomsk Vladivostok Volgograd Voronej |
| 50 km1:1 791 000 |

## Statistiques
Pour des raisons techniques, il est temporairement impossible d'afficher le graphique qui aurait dû être présenté ici.

Voir la requête brute et les sources sur Wikidata.

## Compagnies aériennes et destinations
| Compagnies                 | Destinations |
| -------------------------- | --- |
| Aeroflot                   | Moscou Chérémétiévo |
| Aeroflot opéré par Rossiya | Saint-Pétersbourg-Poulkovo En saison : Simféropol En saison charter : Larnaca |
| Azur Air                   | En saison charter : Bangkok-Suvarnabhumi, Cam Ranh, Dubaï, Enfidha-Hammamet , Goa-Dabolim, Pattaya U-tapao                                                                          |
| Corendon Airlines          | En saison : Antalya |
| Komiaviatrans              | Tcheliabinsk-Balandino, Syktyvkar (en), Tioumen-Roshchino, Oussinsk (en), Iékaterinbourg-Koltsovo                                                                                   |
| Nordwind Airlines          | Moscou Chérémétiévo |
| Onur Air                   | En saison : Antalya, |
| Orenburzhye                | Kirov-Pobedilovo, Oufa |
| Pegas Fly                  | En saison charter: Bangkok-Suvarnabhumi, Cam Ranh, Phuket |
| Pobeda                     | Moscou-Vnoukovo Seasaonal: Sotchi-Adler , Antalya |
| Red Wings Airlines         | En saison : Simféropol |
| Royal Flight               | En saison charter : Dubaï, Goa-Dabolim |
| S7 Airlines                | Moscou-Domodédovo, Novossibirsk-Tolmatchevo, Saint-Pétersbourg-Poulkovo |
| Saravia                    | Mineralniye Vody |
| UVT Aero                   | Kazan, Khanty-Mansiïsk (en), Krasnodar-Pashkovsky, Narian-Mar, Nijnevartovsk (en), Noïabrsk (en), Salekhard (en), Samara-Kouroumotch, Sourgout En saison : Simféropol, Sotchi-Adler |

Édité le 07/02/2018

## Base militaire

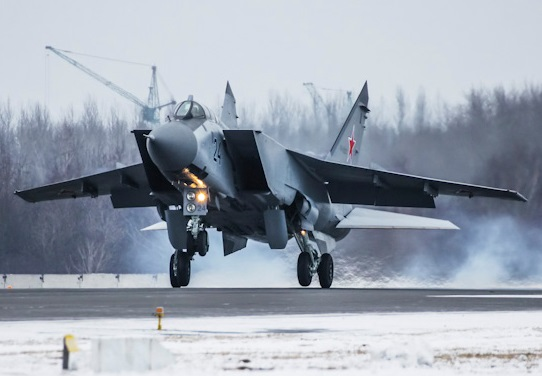
Un Mig 31 en exercice sur la base.

La base accueille le 764e régiment d'aviation de l'Armée de l'air russe sur MiG-31, MiG-31BM/BSM et MiG-31DZ.
La Légion « Liberté de la Russie » revendique un incendie sur la base où sont stationnés des MiG-31 de la 6980e Base d'aviation russe unité 69806-2 de la 14e armée de l'air russe.